# The Last Time
The Last Time is een lied van de Britse band The Rolling Stones, dat in het begin van 1965 als single werd uitgebracht. Het nummer was geschreven door Mick Jagger en Keith Richards; in het Verenigd Koninkrijk was dit het eerste lied van hun hand dat op single verscheen. Het was daar hun derde nummer 1-hit. In de Verenigde Staten kwam het nummer tot de negende plaats in de Billboard Hot 100, in Nederland haalde het de tweede plaats en in België de vierde.
De achterkant, Play with Fire, staat op naam van Nanker Phelge, een pseudoniem dat The Rolling Stones gebruikten voor nummers die ze als collectief hadden geschreven. Overigens zijn maar twee leden van de groep, Jagger en Richards, op dat nummer te horen.
In verschillende landen, waaronder Nederland (Decca 457 066), Duitsland (Decca DX 2340) en Frankrijk (Decca 457.066) kwam The Last Time in 1965 ook uit op een ep, in combinatie met Heart of Stone, What a Shame en Play with Fire. In Nederland haalde de ep de zesde plaats in de hitparade.
Het nummer staat op de Amerikaanse versie van de lp Out of Our Heads.

## De opname
Het nummer is in januari 1965 opgenomen in de studio’s van RCA Records in Hollywood. De bezetting was:
- Mick Jagger, solozang
- Keith Richards en Bill Wyman, achtergrondzang
- Brian Jones, gitaar
- Keith Richards, slaggitaar en gitaarsolo
- Bill Wyman, basgitaar
- Charlie Watts, drums

Het nummer is geïnspireerd door Maybe the Last Time, een lied van de Amerikaanse gospelgroep The Staple Singers uit 1955. Waar dat lied echter een religieuze betekenis heeft, gaat The Last Time over de liefde. De zanger waarschuwt zijn vriendin dat hij op het punt staat het uit te maken.
The Stones voerden het nummer geregeld uit tijdens concerten in de jaren 1965-1967. Daarna verdween het uit hun repertoire, tot ze het opnieuw speelden tijdens de promotietournee voor het album Bridges to Babylon in 1997 en 1998.

## Hitnoteringen

### NPO Radio 2 Top 2000
| Nummer met noteringen in de NPO Radio 2 Top 2000 | '99 | '00 | '01  | '02 | '03 | '04 | '05  | '06 | '07 | '08 | '09  | '10  | '11  | '12  | '13  | '14  | '15-'16 | '17  | '18  |
| ------------------------------------------------ | --- | --- | ---- | --- | --- | --- | ---- | --- | --- | --- | ---- | ---- | ---- | ---- | ---- | ---- | ------- | ---- | ---- |
| The Last Time                                    | 520 | 682 | 1284 | 549 | 786 | 794 | 1964 | 812 | 991 | 905 | 1108 | 1215 | 1398 | 1361 | 1359 | 1799 | -       | 1990 | 1917 |

1. ↑  Een '-' betekent dat het nummer niet was genoteerd en een vetgedrukt getal geeft de hoogste notering aan.
2. ↑  Deze tabel is bijgewerkt tot en met de laatste editie (2024).

### Evergreen Top 1000
| Evergreen Top 1000 "The Last Time - Rolling Stones" | Evergreen Top 1000 "The Last Time - Rolling Stones" | Evergreen Top 1000 "The Last Time - Rolling Stones" | Evergreen Top 1000 "The Last Time - Rolling Stones" | Evergreen Top 1000 "The Last Time - Rolling Stones" | Evergreen Top 1000 "The Last Time - Rolling Stones" | Evergreen Top 1000 "The Last Time - Rolling Stones" | Evergreen Top 1000 "The Last Time - Rolling Stones" | Evergreen Top 1000 "The Last Time - Rolling Stones" | Evergreen Top 1000 "The Last Time - Rolling Stones" | Evergreen Top 1000 "The Last Time - Rolling Stones" | Evergreen Top 1000 "The Last Time - Rolling Stones" | Evergreen Top 1000 "The Last Time - Rolling Stones" | Evergreen Top 1000 "The Last Time - Rolling Stones" | Evergreen Top 1000 "The Last Time - Rolling Stones" | Evergreen Top 1000 "The Last Time - Rolling Stones" | Evergreen Top 1000 "The Last Time - Rolling Stones" |
| Jaar                                                | 2008                                                | 2009                                                | 2010                                                | 2011                                                | 2012                                                | 2013                                                | 2014                                                | 2015                                                | 2016                                                | 2017                                                | 2018                                                | 2019                                                | 2020                                                | 2021                                                | 2022                                                | 2023                                                |
| --------------------------------------------------- | --------------------------------------------------- | --------------------------------------------------- | --------------------------------------------------- | --------------------------------------------------- | --------------------------------------------------- | --------------------------------------------------- | --------------------------------------------------- | --------------------------------------------------- | --------------------------------------------------- | --------------------------------------------------- | --------------------------------------------------- | --------------------------------------------------- | --------------------------------------------------- | --------------------------------------------------- | --------------------------------------------------- | --------------------------------------------------- |
| Positie                                             | -                                                   | -                                                   | -                                                   | -                                                   | -                                                   | -                                                   | -                                                   | 103                                                 | 185                                                 | 196                                                 | 142                                                 | 184                                                 | 262                                                 | 297                                                 | 248                                                 | 346                                                 |

## Coverversies
Er bestaan verschillende coverversies van het nummer. De oudste is vermoedelijk die van de Amerikaanse meidengroep Candy & The Kisses, die in 1966 als single verscheen.
Andrew Loog Oldham, de producer van The Rolling Stones, maakte in het midden van de jaren zestig vier langspeelplaten met instrumentale nummers. Hij zette daarvoor studiomuzikanten in, maar ook wel bevriende artiesten, onder wie leden van The Stones. De lp’s kwamen op naam te staan van The Andrew Oldham Orchestra. Een van de vier was Rolling Stones Songbook uit 1966. Daarop staat een versie van The Last Time.
Op 28 juni 1967 nam The Who een versie op, die twee dagen later al als single uitkwam met Under My Thumb als B-kant. De plaat was bedoeld om geld in te zamelen voor Mick Jagger en Keith Richards, die op dat moment in de cel zaten op verdenking van gebruik van drugs, zodat ze op borgtocht vrij zouden kunnen komen. Toen het nummer uitkwam, waren Jagger en Richards echter alweer op vrije voeten. John Entwistle speelde niet mee op de opname; die was op dat moment op huwelijksreis. Pete Townshend speelde de baspartij, die later werd ingemonteerd. De plaat kwam niet verder dan de 44e plaats in de UK Singles Chart.
Een liveversie van The Last Time staat op het album Live '82 van de Duitse zanger Peter Maffay uit 1982.
In 1996 verscheen een Servischtalige versie van het lied door de Servische zanger Dušan Prelević: Neću da se predam (‘Ik zal niet opgeven’) op het album Ja, Prele.
In 1997 bracht de Britse groep The Verve het nummer Bitter Sweet Symphony uit, dat onder andere een sample van The Last Time in de versie van The Andrew Oldham Orchestra bevatte. Allen Klein, de vroegere manager van The Rolling Stones, bezat echter de rechten van alle Stonesnummers uit de jaren zestig. Hij klaagde The Verve aan wegens schending van auteursrecht. Met succes: The Verve moest Mick Jagger en Keith Richards als schrijvers van het nummer noemen en alle inkomsten uit het nummer afstaan aan Klein. Daarna kreeg The Verve ook nog eens problemen met Andrew Loog Oldham, die de rechten van het instrumentale arrangement bezit.
De Australische zanger John Farnham zong het nummer in 2002, als titelnummer van zijn album The Last Time.
De Duitse zangeres Nena nam het nummer op voor haar album Cover Me uit 2007.
Mick Jagger zong The Last Time samen met Arcade Fire in een aflevering van Saturday Night Live, die uitgezonden werd op 19 mei 2012.
The Last Time van Agnetha Fältskog, The Last Time van John Hiatt en The Last Time van The Breeders zijn andere nummers.